# Château de Jōjō
Le château de Jōjō (上条城, Jōjō-jō), dont ne subsistent que des ruines, est un château japonais qui se trouve à Kasugai, dans la préfecture d'Aichi au Japon.

## L'histoire
Il a été construit par Mitsuyoshi Osaka, petit-fils de Kanehira Imai, en 1218. De 1558 à 1573, le daimyo du château était le subordonné de Sassa Narimasa. Quand eut lieu la bataille de Komaki et Nagakute en 1584, Ikeda Tsuneoki vint ici. Après la guerre, Toyotomi Hideyoshi resta au château de Jōjō. Le fondateur du district de Higashikasugai, le maire Hayashi Kimbei, vivait là durant l'ère Meiji.
Une aire de stationnement pour voitures occupe à présent l'emplacement du château.